# Maxillaria triloris
Maxillaria triloris, the Three-straped Maxillaria, là một loài lan ranging from tây bắc Venezuela to Ecuador.

## Hình ảnh

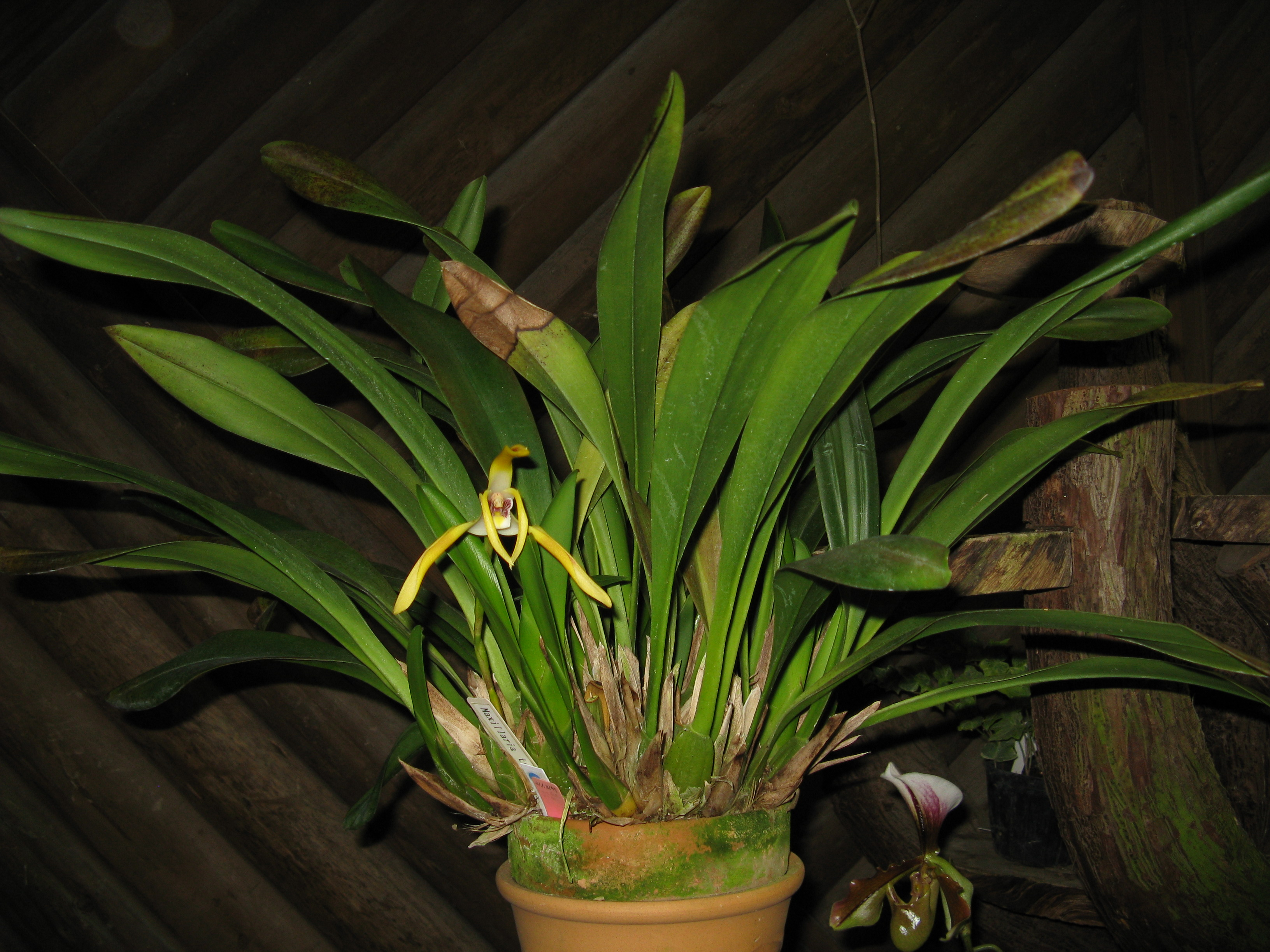